# أوكالبتوس ألبي
أوكالبتوس ألبي (الاسم العلمي:Eucalyptus alpina) هو نوع من النباتات يتبع جنس الأوكالبتوس من فصيلة الآسية.